# Kandzsi
A kandzsik (漢字 „Han írásjegy”) Kínából származó, logografikus eredetű írásjegyek, amelyek a japán írásrendszer részét képezik az alapjában véve fonetikus kana (katakana és hiragana) szótagírás mellett. A kínai írásjegyek először az i. sz. 4. században a Koreai-félszigeten keresztül jutottak el Japánba, ami a japán írásbeliség kezdetét is jelöli. 

## A kandzsik száma

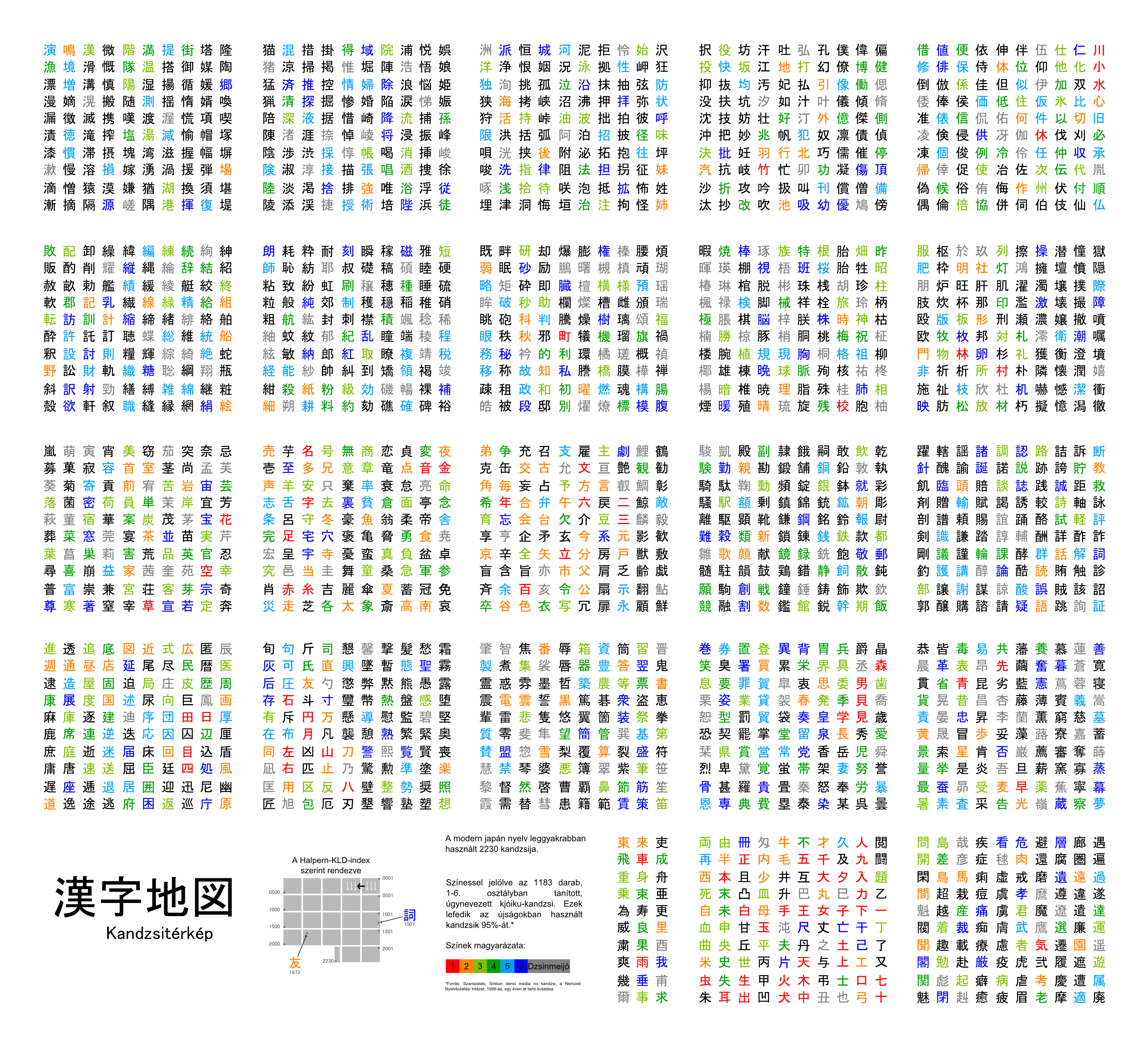
A japán nyelv 2230 leggyakoribb kandzsija

A használatban lévő kandzsik és olvasataik száma évszázadokon keresztül egyre nőtt. Az 1800-as években, a Meidzsi-restauráció után a kormány első ízben egyszerűsítette az írásrendszert. Az 1946-os írásreform során számos kandzsit egyszerűsítettek, egységes szabályokat iktattak be a kandzsik írására, valamint meghatározták a kiadványokban használható 1850 kandzsit (tójó kandzsi) és további 284 személynévben előforduló kandzsit (dzsinmeijó). Az általános iskolában ebből 881 tanítását tették kötelezővé (kjóiku kandzsi), majd 1981-ben 996-ra emelték a számukat, 1992-ben pedig 1006-ra.
Az 1981-es átdolgozott javaslat szerint a tójó kandzsik száma 1945-re változott (dzsójó kandzsi), 2010 óta pedig a japán iskolákban a 9. osztály végére már 2136-ot kell ismerni.
A japán írás azonban ennél jóval több kandzsit tartalmaz, az úgynevezett kandzsi kentei (日本漢字能力検定試験 nihon kandzsi nórjoku kentei siken) vizsga legmagasabb szintjén például összesen 6335 jel ismeretét követelik meg, a Dai Kan-Va Dzsiten kandzsi szótár pedig mintegy 50000 írásjegyet tartalmaz, ám ezek nagy része nem használatos.

## A kandzsik fajtái eredetük szerint
Az írásjegyek 6 csoportba sorolhatók, ebből négy a keletkezésre, kettő a használatra vonatkozik:
1. 象形文字 sókei modzsi: a jelentést egyszerűen ábrázoló, piktografikus írásjegyek. Pl.: 木 ki „fa”, 山 jama „hegy”.
2. 指事文字 sidzsi modzsi: ideografikus, elvont fogalmat ábrázoló írásjegyek. Pl.: 上 ue „fent”, 下 sita „lent”.
3. 会意文字 kaii modzsi: a jelentésre több elem összetételével utal. Pl.: 森 mori erdő (három 木 „fa”), 明 a(kari) „fény” (日 „nap” + 月 „hold”).
4. 形声文字 keiszei modzsi: a kandzsi egyik része (elrendezéstől függ, de jellemzően a bal oldali gyök) a jelentésre utal, míg a másik része egy hasonló kiejtésű írásjegy, amely így a kiejtésére utal. A kiejtésbeli hasonlóság vagy megegyezés csak a kínai eredetű olvasatokban fedezhető fel, és azokban sem minden esetben, hiszen több korszakban és területről vették át őket. A kandzsik legnagyobb részét ezzel a módszerrel képezték. Pl.: a 鍵 „kulcs” írásjegyében a bal oldali fém gyök mutatja, hogy fémmel kapcsolatos szóra utal, míg a jobb oldala jelzi a kiejtést (ken), amely megegyezik az 建 „építés” olvasatával.
5. 転注文字 tencsú modzsi: az írásjegy jelentése bővült. Pl.: a 楽 lehet gaku „zene” vagy raku „nyugalom”.
6. 仮借文字 kasa modzsi: az írásjegyet egy másik, hasonló kiejtésű szó írására használják. Pl.: a 来 „búza” és a 麦 „jön” írásjegyek jelentést cseréltek, így ma a gyakoribb szót írják a kevesebb vonalból álló írásjeggyel.

## A kandzsik felépítése
Minden kandzsi belefoglalható egy négyzetbe. 214 úgynevezett gyök kombinációiból épülnek fel. Részei lehetnek egymás alá-fölé (pl.: 電, 菓, 窓), mellé (pl.: 相, 線, 猫) vagy keretesen (pl.: 国, 風, 医) rendezve.

### A gyökök
Minden kandzsi felbontható kisebb alkotóelemekre, amelyeket gyököknek neveznek. 214-et tartanak számon belőlük. Minden írásjegynek van egy elsődleges gyöke, és a legtöbb szótárban ez alapján lehet kikeresni.
Vannak olyan gyökök, amelyek önmagukban is alkothatnak írásjegyet, például a 白, amely a „fehér” írásjegye, és megtalálható olyan kandzsikban, mint például a 百 "száz", a 泉 „forrás”, vagy az 階 „emelet”.
Bizonyos gyökök variánsai, azaz az írásjegyben meghatározott helyen előforduló változatai, az írásjegy oldalán, illetve felső vagy alsó részén formai módosuláson mehetnek át.

### A vonássorrend

A kandzsik leírásakor a vonások sorrendje és iránya is rögzített

Az írásjegyek alkotóelemeit rendszerint föntről lefelé, balról jobbra kell írni, valamint azok vonásai is általában ezt a szabályt követik. A vonások sorrendje és iránya fontos, hiszen a kézi írás során a vonalak összefolyhatnak, és ez a szokásostól eltérő vonások esetében nehezen olvasható formát eredményezne.

## Manjógana
A manjógana (万葉仮名) a kana írás legelső formája, amelyben a kandzsikat jelentésüktől függetlenül, a hangértékük szerint használták a szöveg fonetikus leírására. Ebből alakult ki a mai hiragana és katakana írás, mivel a manjógana több szempontból sem volt praktikus. A manjógana a szövegben keveredett a jelentés szerint használt kandzsikkal, így nehéz megállapítani, hogy az adott kandzsi manjógana-e vagy sem. Emellett a morákat (japán szótag) szükségtelenül sok írásjeggyel lehetett jelölni, tehát akár egy szövegben is előfordulhatott ugyanaz a mora más-más leírással, ráadásul volt, hogy a morák száma és a leírásukra használt írásjegyek száma nem egyezett meg. Nevét a Nara-korban manjóganával írt Manjósú versgyűjteményről kapta.
| Manjógana  | 之乎路可良   | 多太古要久礼婆 | 波久比能海    | 安佐奈藝思多理  | 船梶母我毛        |
| Katakana   | シオジカラ   | タダコエクレバ | ハクヒノウミ  | アサナギシタリ  | フネカジモガモ    |
| Modern     | 志雄路から   | ただ越え来れば | 羽咋の海      | 朝凪したり      | 船梶もがも        |
| Romanizált | Siodzsi kara | tadakoe kureba | Hakuhi no umi | aszanagi sitari | funekadzsi mogamo |

Onjomi olvasaton alapuló kiejtésű a sakuon kana (借音仮名), amely egy vagy két morát jelölt.
| Mora | 1 írásjegy, teljes              | 1 írásjegy, részleges           |
| ---- | ------------------------------- | ------------------------------- |
| 1    | 以 (い), 呂 (ろ), 波 (は)       | 安 (あ), 楽 (ら), 天 (て)       |
| 2    | 信 (しな), 覧 (らむ), 相 (さが) | 信 (しな), 覧 (らむ), 相 (さが) |

Kunjomi olvasaton alapuló kiejtésű a sakkun kana (借訓仮名), amelynél egytől három írásjegy jelölhetett egytől három szótagot.
| Mora | 1 írásjegy, teljes                    | 1 írásjegy, részleges                 | 2 írásjegy                                            | 3 írásjegy                   |
| ---- | ------------------------------------- | ------------------------------------- | ----------------------------------------------------- | ---------------------------- |
| 1    | 女 (め), 毛 (け), 蚊 (か)             | 石 (し), 跡 (と), 市 (ち)             | 嗚呼 (あ), 五十 (い), 可愛 (え), 二二 (し), 蜂音 (ぶ) |                              |
| 2    | 蟻 (あり), 巻 (まく), 鴨 (かも)       | 蟻 (あり), 巻 (まく), 鴨 (かも)       |                                                       | 八十一 (くく), 神楽声 (ささ) |
| 3    | 慍 (いかり), 下 (おろし), 炊 (かしき) | 慍 (いかり), 下 (おろし), 炊 (かしき) |                                                       |                              |

## Olvasatok
Egy kandzsinak sok esetben legalább két olvasata van, egy kínai eredetű (onjomi) és egy japán (kunjomi). Egy írásjegynek több onjomi és kunjomi olvasata is lehet. Például a „hold” vagy „hónap” jelentésű 月 onjomi olvasatai a gacu és gecu, kunjomi olvasata a cuki. Az, hogy egy írásjegynek éppen melyik olvasata használatos, függ a szótól, amelyben szerepel, illetve bizonyos esetekben a szövegkörnyezettől.
Vannak írásjegyek, amelyeknek csak japán vagy csak kínai eredetű olvasatuk van. Az előbbiek a kokudzsik, amelyek Japánban kínai mintára alkotott írásjegyek.

### Az onjomi olvasat
Az onjomi (音読み) az írásjegyek kínai eredetű olvasata, amelyet a japánok a saját hangkészletükhöz igazítottak. Egy vagy két morásak lehetnek. Mivel ezek a régi kínai nyelven alapszanak, nem feltétlenül mutatnak hasonlóságot a mai kínai kiejtéssel. Közülük sok homofón, hiszen a japánból hiányoznak a kínaiban lévő tónuskülönbségek. Egy írásjegy onjomi olvasatát főként több kandzsiból álló összetételekben használják, önmagukban álló kandzsik esetében nem jellemző. Kivételt képez ez alól például a 本 hon „könyv”, amelynek a japán olvasata eltérő jelentésű, vagy a 茶 csa „tea”, amelynek csak kínai eredetű olvasata van.
Az írásjegyek különböző korokban és területekről való átvétele miatt egy kandzsinak több onjomi olvasata is lehet. Ezeket négy csoportra lehet osztani: 呉音 go-on, 漢音 kan-on, 唐音 tó-on és 慣用音 kanjó-on.

### A kunjomi olvasat
A kunjomi (訓読み) a kandzsihoz társított japán olvasat, amely többnyire önmagában is jelentéssel bír, bár bizonyos kunjomi olvasatok csak prefixumként vagy szuffixumként jelennek meg, például a számlálószavak. Egy írásjegyhez több japán olvasat is társulhat. Legtöbbször az önmagukban álló, vagy okuriganával kiegészített kandzsik esetében használatos, de a több kandzsiból álló összetételekben is előfordulhat, például a családnevek jellemzően kunjomi olvasatúak. Amennyiben önmagában állva is több olvasata van, ezek lehetnek eltérő jelentésűek, így a szövegkörnyezet határozza meg őket. A csak kunjomival rendelkező írásjegyek kokudzsik, Japánban alkotott írásjegyek.
A nem kínai eredetű, más idegen nyelvből átvett olvasatok is kunjominak minősülnek, ám ezek száma elenyésző. Ilyen például a 頁 pédzsi „oldal” és a 粁 kirométoru „kilométer”.

### Összetételekben
A több kandzsi összetételéből álló szavak (熟語 dzsukugo) leggyakrabban két tagúak. Ilyenkor az írásjegyeknek főként a kínai eredetű kunjomi olvasata használatos, de előfordulnak japán onjomi, illetve kevert kun-on vagy on-kun olvasatúak is.
- 血液 kecu-eki „vér” (on-on)
- 白熊 siro-kuma „jegesmedve” (kun-kun)
- 金色 kin-iro „arany szín” (on-kun)
- 場所 ba-so „hely” (kun-on)

Vannak több olvasattal rendelkező összetételek is, amelyek között némelyiknek az olvasattól függően a jelentése is különbözhet.
- 黒白 kurosiro / kokuhaku / kokubjaku „fekete és fehér, jó és rossz”
- 明日 asita / aszu / mjónicsi „holnap” (a jelentésük megegyezik, de a myónicsi a legudvariasabb, míg az asita a leghétköznapibb)
- 一日 icsinicsi / cuitacsi „egy nap” / „elseje”

Az összetételekben előfordulhat a rendakunak nevezett jelenség, azaz egy írásjegy olvasatának az első morájában bekövetkező mássalhangzó-zöngésedés, a h hang p-re változása, illetve annak megkettőződése, amely esetben kiesik az előtte lévő mora.
- (小 ko „kicsi” + 熊 kuma „medve”) 小熊 koguma „medvebocs”
- (金 kin „arany” + 髪 hacu „haj”) 金髪 kinpacu „szőke haj”
- (出 sucu „kimegy, elmegy” + 発 hacu „kibocsátás, indulás”) 出発 suppacu „indulás”

### Okuriganával
Ha egy szó tartalmaz kandzsit és kanát is, a kandzsit követő kanákat (általánosan hiragana) okuriganának (送り仮名) nevezik. Rendszerint igék, melléknevek, és az ezekből képzett főnevek esetében használják.
- 悲しむ kana-simu „szomorkodik”
- 悲しい kana-sii „szomorú”
- 悲しみ kana-simi „szomorúság”

Mellékneveknél és igéknél az okuriganával írt rész ragozható.
- 読む jo-mu „olvas”
- 読んだ jo-nda „olvasott”
- 嬉しい ure-sii „boldog”
- 嬉しかった ure-sikatta „boldog volt”

Azonos kandzsival írt, de eltérő szavaknál megkülönböztető szerepük van.
- 上げる a-geru „felemel, ad”
- 上がる a-garu „felemelkedik”
- 上る nobo-ru „felmegy, felmászik”

Nem csak a szó végén, hanem kandzsik között is megjelenhet. Ha az okurigana nélkül kunjomi olvasatú összetétel lenne, az okurigana jelöli, hogy az onjomi olvasat használatos, amely akár jelentésében is különbözhet. Amennyiben nem áll fenn az összekeverhetőség veszélye, az okurigana elhagyható.
- 食べ物 tabemono, 食物 sokumocu „étel”
- 気配り kikubari „odafigyelés, törődés”, 気配 kehai „jel”
- 真っ暗 / 真暗 makkura „koromsötét”

Bár az okuriganával írt szavakat kunjomi olvasattal kell ejteni, előfordul, hogy az onjomi olvasatú kandzsihoz a -szuru / -zuru / -dzsiru, illetve a -sii végződés kapcsolódik, és így alkotnak igét vagy melléknevet.
- 騒騒しい / 騒々しい szózósii „zajos”
- 演じる / 演ずる endzsiru / enzuru „előad, eljátszik”

### Speciális összetételek és olvasatok
A kandzsik összetételeinek kiejtése vagy jelentése nem mindig követi az azokat alkotó egyes írásjegyek önálló kiejtését vagy jelentését, ilyen eset az atedzsi (当て字) és a dzsukudzsikun (熟字訓).
Atedzsinek nevezik, amikor egy több írásjegy kombinációjával írt szóban a felhasznált kandzsik csak a szó kiejtését tükrözik, de a jelentését nem.
- (出 de „kimegy” + 来 ki „jön”) 出来る de-ki-ru „képes valamire”
- (無 mu „nincs” + 茶 csa „tea”) 無茶 mu-csa „abszurd”

Dzsukudzsikunnak nevezik, amikor az írásjegyek a szó jelentését tükrözik, míg az olvasat ezen írásjegyek olvasatainak nem felel meg.
- (今 ima / kon / kin „most” + 日 hi / ka / nicsi / dzsicu "nap") 今日 kjó „ma”
- (海 umi / kai „tenger” + 月 cuki / gecu / gacu "hold") 海月 kurage „medúza”

#### Idegen szavak átírása
A kana írásjegyek megjelenése előtt az idegen eredetű szavakat kandzsikkal próbálták leírni. Ezek az atedzsik vagy dzsukudzsikunok közé tartoznak, tehát a szó kiejtésén vagy jelentésén alapszanak.
- (煙 kemuri / en „füst” + 草 kusza / szó „fű”) 煙草 tabako „cigaretta” (a portugál tabaco szóból)
- 亜米利加 a-me-ri-ka „Amerika”

A földrajzi területek átiratának egy meghatározott írásjegye (általában a legelső) rövidítésként is használható, illetve összetételekben is megjelenhet az adott területet jelölve.
- 亜米利加 amerika „Amerika” → 米 (eredeti jelentése: „rizs”) Amerika rövidítése
- 仏蘭西 furanszu „Franciaország” → 仏 (eredeti jelentése: „Buddha”) Franciaország rövidítése
- 英吉利 igiriszu „Anglia” → 英 → 英語 eigo „angol nyelv”
- 亜細亜 adzsia „Ázsia” → 亜 → 東亜 tóa „Kelet-Ázsia”

Vannak különálló kandzsihoz rendelt szavak is, ezek hivatalosan kunjomi olvasatnak minősülnek.
- 零 zero „nulla” (angol zero szóból)
- 頁 pédzsi „oldal” (angol page szóból)

## Különbségek Kínában és Japánban
Kínában és Japánban az írásjegyek jelentésben és formailag is eltérhetnek. Az írásjegy eredeti jelentésétől eltérő jelentésű olvasatok neve kokkun (国訓). Kínában a kandzsik egyszerűsítésére tett reformnak köszönhetően sok változás ment végbe, míg Japánban jobbára a klasszikus kínai írásban lévő változatok maradtak meg, kivételt képezve azok, amelyeket Japánban egyszerűsítettek (新字体 sindzsitai). Így lehetnek olyan írásjegyek, amelyek megegyeznek, illetve amelyeket vagy különböző formában, vagy csak az egyik országban egyszerűsítettek.
|                                                 | Tradicionális kínai | Egyszerűsített kínai | Mai japán |
| ----------------------------------------------- | ------------------- | -------------------- | --------- |
| Nincs egyszerűsítve egyik nyelvben sem          | 悲                  | 悲                   | 悲        |
| Ugyanaz az egyszerűsítés mindkét nyelvben       | 獻                  | 献                   | 献        |
| Csak a kínaiban egyszerűsített                  | 緊                  | 紧                   | 緊        |
| Csak a japánban egyszerűsített                  | 惠                  | 惠                   | 恵        |
| Eltérő egyszerűsítések a kínaiban és a japánban | 棧                  | 栈                   | 桟        |
| Részben egyszerűsítve a japánban                | 驅                  | 驱                   | 駆        |

### Kokudzsi
Kokudzsinak (国字) nevezik a Kínán kívül, de a kínai írásjegyek mintájára alkotott írásjegyeket. A kifejezetten Japánban létrehozottakra a vaszei kandzsi (和製漢字) kifejezés utal. Amennyiben ugyanazon írásjegyet egymástól függetlenül Kínában és Japánban is létrehozták, csak azt számítják kokudzsinak, amelyet először Japánban jegyeztek le. Ezeket főként olyan szavak leírására alakították ki, amelyeknek nem volt kínai írásjegyük, és közülük párat később a kínaiak is átvettek, például a 腺 „mirigy” írásjegyet.
Habár általában csak japán eredetű olvasatok kapcsolódnak hozzájuk, néhánynak onjomi olvasata is van, amely úgy keletkezett, hogy az egyik alkotóelemként használt kandzsi onjomi olvasatát kölcsönözték, például a 働 „dolgozik” esetében, amelyhez a jobb oldali elem, a 動 „mozgás” írásjegy kínai eredetű dó olvasatát kapcsolták.

## Furigana
A furigana (más néven rubi vagy yomigana) a kandzsik olvasását megkönnyítő, a szó kiejtését mutató felirat, amelyet általában hiraganával írnak, és vízszintes szöveg esetében az írásjegyek fölött, függőleges szövegnél a jobb oldalukon található. Amennyiben a japán és kínai eredetű olvasatok megkülönböztetendők, a kínai olvasatot katakanával jelölik. Főként gyerekeknek írt könyvekben és nyelvtanulóknak szánt tankönyvekben használatos, azonban az általánostól eltérő kiejtést, illetve a személynevek, helységnevek és ritka kandzsik olvasatát más kiadványokban is feltüntetik.